# Rhynchina tenuipalpis
Rhynchina tenuipalpis là một loài bướm đêm trong họ Erebidae.